# Aristide Fenster
Aristide Fenster (* 16. August 1951 in Frankfurt am Main) ist ein deutscher Diplomat und war zuletzt von 2012 bis 2013 deutscher Botschafter in Usbekistan. 2013 trat er aus gesundheitlichen Gründen in den vorzeitigen Ruhestand.

## Leben
Nach dem Abitur absolvierte Fenster zwischen 1970 und 1976 ein Studium der Geschichte und Slawistik an der Johann-Wolfgang-Goethe-Universität Frankfurt am Main. Im Anschluss war er sechs Jahre lang Hochschulassistent für osteuropäische Geschichte an den Universitäten in Frankfurt und Gießen. Im Anschluss war er von 1976 bis 1979 und dann erneut zwischen 1980 und 1982 Wissenschaftlicher Assistent für Osteuropäische Geschichte an der Universität Frankfurt am Main und der Justus-Liebig-Universität Gießen am Lehrstuhl von Klaus Zernack. Zwischenzeitlich erhielt er ein Stipendium der Studienstiftung des Deutschen Volkes zur Promotion, die er 1981 an der Johann-Wolfgang-Goethe-Universität mit einer Dissertation zum Thema Adel und Ökonomie im vorindustriellen Russland : die unternehmerische Betätigung der Gutsbesitzer in der grossgewerblichen Wirtschaft im 17. u. 18. Jahrhundert abschloss.
1982 trat er in den Auswärtigen Dienst ein. 1985 bis 1988 war er an der deutschen Botschaft in Warschau tätig. Nach einer weiteren Verwendung an der Botschaft in den USA, war er zwischen 1999 und 2002 Ständiger Vertreter des Botschafters in Finnland.
2002 bis 2005 war er Referatsleiter im Auswärtigen Amt in den Abteilungen für Europa bzw. Vereinte Nationen und Globale Fragen und danach bis 2008 Ständiger Vertreter des Botschafters und Gesandter an der deutschen Botschaft in Peking. Von 2008 bis 2012 war Aristide Fenster deutscher Generalkonsul im russischen Kaliningrad, dem früheren Königsberg. Von 2012 bis zu seinem krankheitsbedingten vorzeitigen Eintritt in den Ruhestand 2013 war er deutscher Botschafter im usbekischen Taschkent.
Aristide Fenster ist verheiratet und hat zwei Töchter.

## Schriften
- Adel und Ökonomie im vorindustriellen Russland. Die unternehmerische Betätigung der Gutsbesitzer in der grossgewerblichen Wirtschaft im 17. u. 18. Jahrhundert, Wiesbaden 1983, ISBN 3-515-03947-3